# A'ali
A'ali (arabă الوسطى) este un oraș situat în partea de nord a Bahrainului. La recensământul din 2001 a înregistrat 47,529 locuitori. Localitatea este celebră pentru cele peste 170.000 de morminte ce datează din Epoca Bronzului, cea mai mare necropolă din lume. Centru de olărit. Orașul este relativ nou, construcția sa a început la sfârșitul anilor '70 și începutul anilor '80. 